# Leonard Cybulski
Leonard Cybulski (ur. ok. 1864, zm. 1 lutego 1938) – polski prawnik, adwokat, sędzia.

## Życiorys
W 1888 ukończył studia prawnicze na Uniwersytecie Warszawskim.  W okresie zaboru rosyjskiego podjął pracę w Sądzie Okręgowym w Piotrkowie, jako aplikant, podsekretarz, sekretarz. Od 1893 do 1898 pełnił funkcję sędziego śledczego w okręgu Sądu Okręgowego w Stawropolu.  W kwietniu 1898 otworzył kancelarię adwokacką w Piotrkowie. W tym mieście został wybrany w wyborach w 1912. Podczas I wojny światowej został mianowany przez Tymczasową Radę Stanu prezesem Sądu Okręgowego w Piotrkowie od 1 września 1917. Stanowisko pełnił po odzyskaniu przez Polskę niepodległości w okresie II Rzeczypospolitej aż to odejścia na emeryturę w grudniu 1931.
W Piotrkowie działał w zarządzie Towarzystwa Szkoły Średniej, od 1905 przez 20 lat był prezesem Towarzystwa Wpisów Szkolnych. Zasiadał w zarządzie głównym Zrzeszenia Sędziów i Prokuratorów Rzeczypospolitej Polskiej i był członkiem oddziału ZSiPRP w Warszawie.
2 maja 1922 został odznaczony Krzyżem Komandorskim Orderu Odrodzenia Polski „za zasługi, położone na polu organizacji sądownictwa w Rzeczypospolitej Polskiej”.
Zmarł 1 lutego 1938 w wieku 74 lat.